# 74P/Smirnova-Chernykh
74P/Smirnova-Chernykh – kometa okresowa należąca do grupy komet typu Enckego.

## Odkrycie i nazwa
Kometę tę odkryli pod koniec marca 1975 roku astronomowie radzieccy Tamara Smirnowa i Nikołaj Czernych na zdjęciach wykonanych 4 i 16 marca 1975 roku w Krymskim Obserwatorium Astrofizycznym. W momencie odkrycia obiekt ten miał jasność ~15m.
W roku 1967 kometa ta została sfotografowana i oznaczona jako planetoida 1967 EU.
W nazwie znajdują się nazwiska obydwu odkrywców.

## Orbita komety
Orbita komety 74P/Smirnova-Chernykh ma kształt elipsy o mimośrodzie 0,15. Jej peryhelium znajduje się w odległości 3,54 j.a., aphelium zaś 4,78 j.a. od Słońca. Jej okres obiegu wokół Słońca wynosi 8,48 roku, nachylenie do ekliptyki to wartość 6,65˚.

## Właściwości fizyczne
Jądro tej komety ma średnicę ok. 4,5 km.